# Praxis mit Meerblick – Der einsame Schwimmer
Der einsame Schwimmer ist ein deutscher Fernsehfilm von Jan Ruzicka aus dem Jahr 2019. Es handelt sich um den fünften Film der ARD-Reihe Praxis mit Meerblick mit Tanja Wedhorn als Ärztin Nora Kaminski in der Hauptrolle und Patrick Heyn, Anne Werner, Morgane Ferru, Lukas Zumbrock, Anja Antonowicz, Michael Kind, Dirk Borchardt und Petra Kelling in tragenden Rollen. Die Gaststars dieser Folge sind Bernd Stegemann, Helgi Schmid und Elisabeth von Koch.
Die Erstausstrahlung des Films erfolgte am 15. März 2019 auf dem ARD-Sendeplatz Endlich Freitag im Ersten.

## Handlung
Nora Kaminski, die Ärztin ohne Doktortitel, hat schwer am Tod ihres Studienkollegen und sehr guten Freundes Dr. Richard Freese, der einen Motorradunfall nicht überlebt hat, zu tragen. Die Seebestattung läuft schief, da Nora den jungen Triathleten Jonas Prill, der in der Ostsee einen Schwächeanfall erleidet, durch einen beherzten Sprung ins Wasser rettet, um ihn dann in die Rügenklinik zu begleiten. Richards Verlobte Joanna Krupka will die Zeremonie nicht ohne Nora durchführen, weshalb sie den Termin verschiebt.
Probleme bereitet Nora auch, was nun mit Richards Praxis passieren soll. Ihr fehlt die Zulassung, um diese selbst zu führen, ganz davon abgesehen, dass das Arbeitspensum ohne einen weiteren Arzt kaum zu schaffen sein wird. Immerhin ist Nora ja auch durch ihre Nebentätigkeit als Notärztin noch stark eingebunden. Richards Onkel, Dr. Gunsche, der lange als Arzt auf Rügen gearbeitet hat, möchte für die Praxis, die er seinem Neffen vor Jahren überlassen hatte und die er nun wieder von ihm geerbt hat, einen Ablösebetrag von 100.000 Euro. Der Betrag ist ein Freundschaftsangebot, man hat Gunsche sehr viel mehr Geld geboten. Er möchte jedoch, dass das Lebenswerk seines Neffen in gute Hände kommt und ist sich sicher, dass Richard gewollt hätte, dass Nora seine Praxis weiterführt. Dr. Gunsche, der seinen Alterswohnsitz in Sotschi hat, hilft Nora erst einmal in der Praxis und versucht auch seine Beziehungen zu Noras Gunsten spielen zu lassen. Besser vernetzt ist allerdings Noras „Erzfeind“ aus der Rügenklinik, Dr. Heckmann, der Gunsche zwei Millionen Euro für Haus und Praxis bietet. Er möchte sich gern als Schönheitschirurg selbstständig machen.
Kai Kaminski, Noras Sohn, setzt sich mit seinem Vater, dem gewieften Rechtsanwalt Peer Kaminski, in Verbindung, der auch alsbald nach Rügen kommt und auch ziemlich schnell mit einem Mitarbeiter der kassenärztlichen Vereinigung handelseinig wird. Allerdings besteht diese darauf, dass Nora binnen einer Woche einen weiteren Arzt nachweisen muss, der bereit ist, mit in die Praxis einzusteigen.
Der Zufall will es, dass Jonas Prill gerade sein Medizinstudium beendet hat und Nora von ihrem Patienten Michael Kubatsky darauf aufmerksam gemacht wird. Allerdings gibt es zuvor mit dem jungen Triathleten, der sich trotz lebensgefährlicher Aussetzer mit Medikamenten zum Erfolg pushen will, noch so einige Probleme, die bewältigt werden müssen. Jonas ist davon überzeugt, dass er an einer bipolaren Störung leidet und will diese mit entsprechenden Medikamenten bekämpfen. Dazu nutzt er auch seine Verbindung zu Noras Sprechstundenhilfe Mandy, die ihm ein Blankorezept mit Noras Unterschrift überlässt, was Folgen für sie hat. Letztendlich erhält Jonas jedoch eine ganz andere Diagnose als von ihm vermutet, nämlich: Multiple Sklerose. Als er daraufhin bitter meint, dass er seine Zukunft vergessen könne, denn wer wolle schon einen Arzt im Rollstuhl, entgegnet Nora, sie würde ihn sehr gern einstellen.
Die abgebrochene Seebestattung für Richard wird nachgeholt, seine mit Blumen geschmückte Urne wird nun endgültig dem Wasser übergeben. Besonders für Nora und Joanna ist dies ein schmerzlicher Moment, aber auch Kai, Mandy, Dr. Gunsche und Peer Kaminski sind ergriffen. In dieser gedrückten Stimmung bahnt sich zwischen Kai und Mandy eine Annäherung an, nachdem Mandy ihre Beziehung zu Kai auf eine rein freundschaftliche Basis zurückfahren wollte, was Kai schwer zu schaffen macht.

## Produktion
Der einsame Schwimmer wurde vom 7. Mai bis zum 6. Juli 2018 in auf der Insel Rügen sowie in Berlin und Brandenburg gedreht. Produziert wurde der Film von der Real Film Berlin. Praxis mit Meerblick ist eine Produktion der Real Film Berlin GmbH im Auftrag der ARD Degeto für Das Erste. Die Redaktion für die Degeto lag bei Stefan Kruppa und Sascha Schwingel.
Im Soundtrack des Films sind unter anderem folgende Titel zu hören:
- Halo – Ane Brun & Linnéa Olsson
- Nothin – Robert Plant und Alison Krauss
- Cold Little Heart – Michael Kiwanuka

## Rezeption

### Veröffentlichung, Einschaltquote
Der am 15. März 2019 im Programm der ARD erstmals ausgestrahlte Film wurde von 5,26 Millionen Zuschauern eingeschaltet. Der Marktanteil lag bei 16,9 Prozent.

### Kritik
Die Kritiker der Fernsehzeitschrift TV Spielfilm zeigten mit dem Daumen zur Seite, vergaben für Humor und Spannung je einen von drei möglichen Punkten und meinten, „der tragische Einstieg“ gebe dem Drama „viel Potenzial für emotionale Tiefe“, löse es „mit allzu einfachen Aantworten aber leider nicht ein“. Fazit: „Die Zutaten stimmen, die Mischung ist lau“.
Tilmann P. Gangloff befasste sich auf der Seite tittelbach.tv mit drei Folgen der Serie und gab der Folge Der einsame Schwimmer 3½ fette von sechs möglichen Sternen. Die Komposition dieser Folge wirke „flüssiger“, als bei der Folge zuvor, denn „die verschiedenen Ebenen“ liefen nicht nebeneinanderher, sondern würden „stimmig mit dem roten Faden des Films kombiniert“. Das funktioniere viel besser als in Unter Campern. Dort sei die Geschichte über den kleinen Jungen wie ein Planet gewesen, der ein Zentralgestirn umkreise. In dieser Folge jedoch hätten die „Ereignisse konkreten Einfkluss auf den Lebensweg Noras“. Der „deutlichste Unterschied“ zu Unter Campern liege „in der wechselseitigen Beeinflussung der verschiedenen Ebenen“. Gangloff lobte die „gute Arbeit mit den Schauspielern“, die ohnehin „ein Qualitätsmerkmal von Jan Ruzicka“ sei. Nicht zuletzt die jungen Darsteller würden davon profitieren. Lukas Zumbrock mache seine Sache als Kai „erneut ausgezeichnet“, und Morgane Ferru imponiere diesmal „zusätzlich als Sängerin“. Auch die „mal schwungvolle, mal wegen der Trauer um Richard angemessen ernste Musik von Jan Janssons“ passe „sehr gut zu den wechselnden Stimmungen des Films“. Trotzdem gebe es „einige komische Momente, sogar im Zusammenhang mit dem Tod, die aber nicht pietätlos“ seien. Eine ausgezeichnete Entscheidung sei es auch gewesen, den von Michael Kind gespielten Kubatsky „zum durchaus sympathischen Sonderling werden zu lassen. Dank der gelungenen Mischung aus behutsam heiteren und besinnlichen Szenen“ passe dieser Film „ohnehin viel besser zu Ruzickas Filmografie als ‚Unter Campern‘“.